# Vinyla 2012
Vinyla 2012 byl druhý ročník hudebních cen Vinyla. Výsledky byly vyhlášeny 21. února 2013 v brněnském klubu Fléda během komponovaného večera s koncerty kapel Federsel & Mäkelä, Papalescu, Vložte kočku, Zrní a Illex Aside. V plánu jsou také Ozvěny Vinyly v Praze ve velkém sále NoDu s diskusí hudebních publicistů a muzikantů (Antonín Kocábek, Karel Veselý, Jiří Špičák, Martin Kyšperský) s názvem „Jaký byl rok 2012 na české hudební scéně“ a s koncerty kapel The Pololáníks, DIAkritika a Květy.
Cenou pro vítěze byla gramofonová deska, která vyšla v limitované edici 100 kusů a obsahuje po jedné hudební nahrávce od všech nominovaných. Obal desky vytvořili David Böhm a Jiří Franta.

## Ceny a nominace

### Deska roku
- Květy – Bílé včely
- DVA – Botanicula (soundtrack)
- Please The Trees – A Forest Affair
- Zrní – Soundtrack ke konci světa

### Objev roku
- Planety
- Kyklos Galaktikos
- The Pololániks

### Počin roku
- vydavatelské aktivity Polí5
- Babel Prague
- úspěch soundtracku Botanicula od skupiny DVA